# ناحیه لهری
ناحیه لهری (به انگلیسی: Lehri District) یکی از ناحیه‌های پاکستان در پاکستان است که در ایالت بلوچستان واقع شده‌است. ناحیه لهری ۱۱۸٬۰۴۶ نفر جمعیت دارد.